# Крус, Моника
Моника Крус Санчес (исп. Mónica Cruz Sánchez; род. 16 марта 1977) — испанская актриса и танцовщица. Младшая сестра актрисы Пенелопы Крус.

## Биография
Дочь парикмахера Энкарны Санчес и автомеханика Эдуардо Круса. Её старшая сестра Пенелопа — известная актриса, младший брат Эдуардо (род. 1986) — испанский поп-певец.
Моника росла в Алькобендасе, рабочем пригороде Мадрида. Танцами занимается с 4 лет. Окончила Королевскую академию танца (исп. Real Conservatorio de Danza) и Институт классического балета в Мадриде, выступала в составе всемирно известной труппы Хоакина Кортеса.
В 2007 году получила премию «Capri Fiction Award» за роль в фильме «Расследование». В 2010 году участвовала в съёмках фильма «Пираты Карибского моря: На странных берегах». Во второй половине съёмок беременность её сестры Пенелопы была уже заметна, и Моника была её дублёршей при съёмках с дальних ракурсов.
У Крус есть дочь — Антонелла Крус Санчес (род. 2013), зачатая при помощи искусственного осеменения.

## Фильмография
| Год       |     | Русское название                            | Оригинальное название                       | Роль                 |
| --------- | --- | ------------------------------------------- | ------------------------------------------- | -------------------- |
| 2002—2005 | с   | Танцы под звёздами                          | Un paso adelante                            | Сильвия Хауреги      |
| 2006      | ф   | Расследование                               | L’inchiesta                                 | Табита               |
| 2008      | ф   | Астерикс на Олимпийских играх               | Astérix aux Jeux Olympiques                 | Эсмеральда           |
| 2008      | кор | Шёпот                                       | Susurros                                    | Клара                |
| 2008      | ф   | Всё включено                                | All Inclusive                               | Клеменсия            |
| 1998      | ф   | Последний час                               | Last Hour                                   | детектив Роза Мулеро |
| 2010      | ф   | Джерри Коттон                               | Jerry Cotton                                | Малена               |
| 2010      | ф   | 9 месяцев                                   | 9 meses                                     | Ирма                 |
| 2011      | ф   | Пираты Карибского моря: На странных берегах | Pirates of the Caribbean: On Stranger Tides | Анжелика (дублёр)    |
| 2011—2013 | с   | Красный орёл                                | Águila Roja                                 | Мариана              |